# Lussekatt

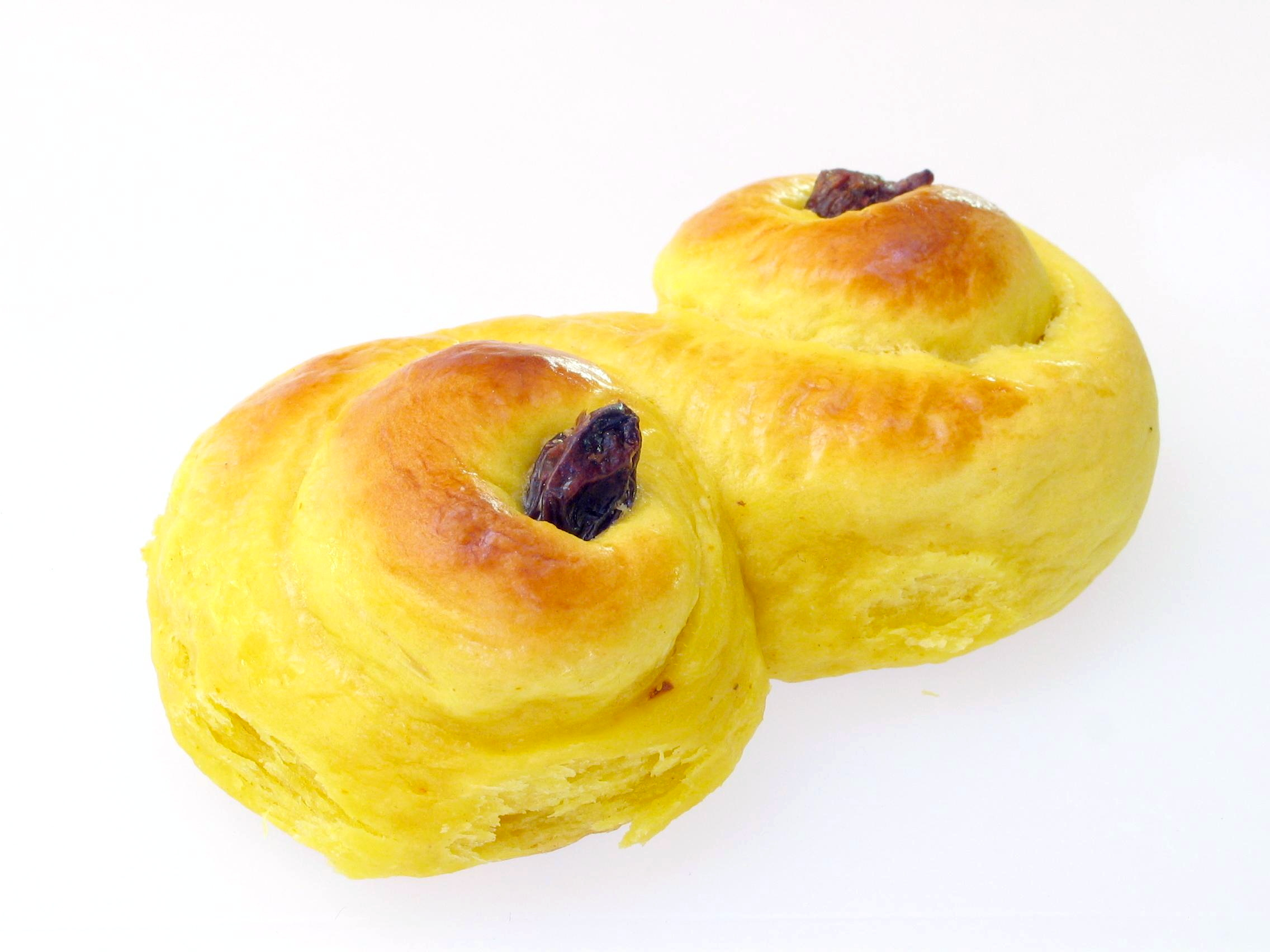
Traditionelle lussekatt, dekoriert mit zwei Rosinen und mit Safran gefärbt.

Die Lussekatt (Plural lussekatter „Luciakatzen“), auch saffranskuse oder julkuse genannt, ist ein traditionelles skandinavisches Gebäck, das von seiner typischsten Zutat, dem Safran, die deutlich gelbe Färbung erhält. Lussekatter werden traditionell zum Luciafest gebacken, das in Schweden und Norwegen ein wichtiger vorweihnachtlicher Feiertag ist und am 13. Dezember gefeiert wird. Zu den lussekatter trinkt man Kaffee oder Glögg.

## Varianten
Lussekatter gibt es in vielen verschiedenen Formen. Bei der traditionellen und gewöhnlichsten Form, julgalten genannt, wird der Teigstrang an den Enden in entgegengesetzter Richtung aufgerollt, so dass er einem „S“ ähnelt. Dann wird in die Mitte jeder Schnecke eine Rosine gesetzt. Wenn zwei derart geformte lussekatter nebeneinander gelegt werden, nennt man sie julvagn („Weihnachtswagen“); in Kreuzform arrangierte lussekatter heißen julkors („Weihnachtskreuz“). Andere Formen werden lindebarn, kyrkporten, prästens hår oder såkaka genannt.

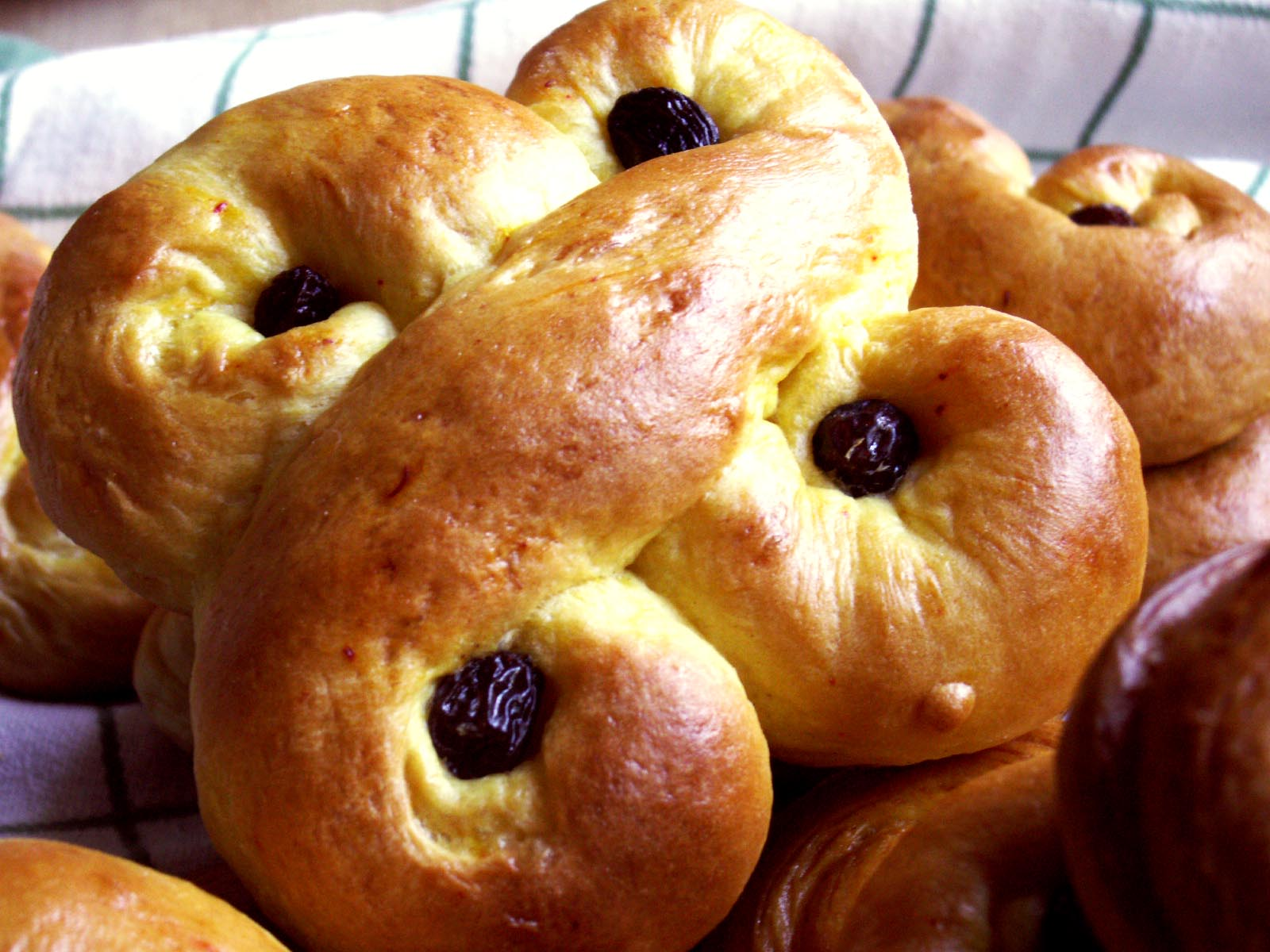
julkors („Weihnachtskreuz“), dekoriert mit vier Rosinen (ohne Safranfärbung)